# Дипломатическа академия (Москва)
Вижте пояснителната страница за други значения на Дипломатическа академия.
Дипломатическата академия на Министерството на външните работи на Руската федерация (на руски: Дипломатическая академия Министерства иностранных дел Российской Федерации) е специализирана висша образователна и научна институция, създадена с цел обучение и преквалификация на професионални дипломати, експерти и държавни служители в областта на международните отношения, международното право и световната икономика.
Подчинена е на Министерството на външните работи на Русия. Разположена е в сградата на бившия Катковски лицей.

## История
Академията е основана през 1934 г. като Висше дипломатическо училище. През 1974 г. е преобразувана в Дипломатическа академия към Министерството на външните работи на СССР. След разпадането на Съветския съюз, тя продължава да функционира под юрисдикцията на Министерството на външните работи на Руската федерация.
Академията е наследник на дългогодишна традиция в обучението на външнополитически кадри и заема централно място в системата на професионалната дипломатическа подготовка в Русия.
В Академията са обучени стотици специалисти и ръководители за сферата на международните отношения в България.

## Образователна дейност
Академията предлага бакалавърски, магистърски и докторски програми, както и програми за следдипломна квалификация. Обучението е със силна международна насоченост и включва изучаване на чужди езици, дипломатически протокол, международно право и глобални икономически процеси.
Програмите са насочени както към млади специалисти, така и към вече действащи дипломати и служители от различни държавни структури, включително външни министерства, международни организации и частния сектор.

## Международна дейност
Дипломатическата академия поддържа активно сътрудничество с редица чуждестранни дипломатически школи и университети. Сред партньорите ѝ са институции от Европа, Азия, Америка и Африка. Академията редовно организира международни конференции, кръгли маси и обучителни семинари, насочени към обмен на опит и експертиза в областта на външната политика.

## Административна структура
Ръководството на академията се назначава от Министерството на външните работи на Руската федерация. Настоящ ректор (към 2024 г.) е Александър В. Яковенко, бивш посланик на Русия в Обединеното кралство.
В структурата на Академията са обособени следните учебни звена:
- Факултет по международни отношения Архив на оригинала от 2010-11-26 в Wayback Machine.
- Факултет по световна икономика Архив на оригинала от 2011-04-23 в Wayback Machine.
- Факултет за повишаване на квалификацията Архив на оригинала от 2011-04-23 в Wayback Machine.
- Институт по актуални и международни проблеми Архив на оригинала от 2011-04-22 в Wayback Machine.

Библиотеката на академията съдържа повече от 400 хиляди единици научна и учебна литература на 70 езика.

## Преподаватели и възпитаници
Преподавателският състав е от 170 преподаватели през 2009 година. Преподавателският състав включва опитни дипломати, международни юристи, икономисти и лингвисти. Много от възпитаниците на академията заемат високи постове в дипломатическите служби, международни организации и правителства на различни държави.
От тях по научно звание и научна степен:
- 39 души са професори и доктори на науките,
- 55 души са доценти и кандидати на науките,
- 48 души са научни сътрудници.

Дипломатически рангове имат 46 души, включително 14 от тях са с ранг извънреден и пълномощен посланик. 11 сътрудници на Академията носят звание „Заслужил деятел на науката“.